# Meleoma pinalena
Meleoma pinalena is een insect uit de familie van de gaasvliegen (Chrysopidae), die tot de orde netvleugeligen (Neuroptera) behoort. 
Meleoma pinalena is voor het eerst wetenschappelijk beschreven door Banks in 1950.